# 四角大柄菱
四角大柄菱（学名：Trapa macropoda）是千屈菜科菱属的植物。分布在俄罗斯及中国大陆的辽宁、吉林、黑龙江、江西等地。

## 别名
东北菱（《东北草本植物志》）